# Юнга (фільм)
Юнга (англ. Cabin Boy) — американська комедія 1994 року.

## Сюжет
Натаніель — багатий спадкоємець, який щойно з успіхом закінчив курси витончених манер і готовий до керівництва батьковим готелем на Гаваях. Але по дорозі до готелю Натаніель злегка помилився кораблем і замість розкішного круїзного лайнера опинився на пошарпаній рибальській шхуні. Команда шхуни навідріз відмовилася доставляти таткового синочка за призначенням. Тепер йому належить весела і непередбачувана подорож.

## У ролях
| Актор              | Роль                       |
| ------------------ | -------------------------- |
| Кріс Елліот        | Натаніель Мейвезер         |
| Річ Брінклі        | капітан Грейбер            |
| Джеймс Геммон      | Папс                       |
| Брайан Дойл-Мюррей | Скунк                      |
| Брайон Джеймс      | Біг Тедді                  |
| Мелора Волтерс     | Тріна                      |
| І.М. Хобсон        | директор Тіммонс           |
| Алекс Невіл        | Томас                      |
| Девід Х. Стеррі    | Ленс                       |
| Боб Елліотт        | Вільям Мейвезер            |
| Едвард Флотард     | водій                      |
| Джим Каммінгс      | Кекс, озвучка              |
| Девід Леттерман    | старий в рибальському селі |
| Енн Магнусон       | Каллі                      |
| Расс Темблін       | Чоккі                      |
| Рікі Лейк          | прикраса на носі корабля   |
| Майк Старр         | Малліган                   |
| Енді Ріхтер        | Кенні                      |
| Альфред Моліна     | професор                   |